# Otto Klemperer in rehearsal and concert
Otto Klemperer in rehearsal and concert is een televisiefilm van Philo Bregstein uit 1974 over de repetities en het concert van Otto Klemperer die het New Philharmonia Orchestra in de Royal Festival Hall dirigeerde in Londen, oktober 1971. Klemperer was toen 86 jaar oud en het zou achteraf zijn laatste concert blijken te zijn. Hij dirigeerde de ouverture König Stephan van Ludwig van Beethoven, de derde symfonie van Brahms en het vierde pianoconcert van Beethoven met als solist Daniel Adni. De film concentreert zich erop hoe Klemperer met het orkest werkt bij het eerste deel van de derde symfonie van Brahms, gedurende een repetitie in de Hammersmith Town Hall in Londen en tijdens de generale repetitie in de Royal Festival Hall. Uiteindelijk hoort en ziet men Klemperer hetzelfde eerste deel van de derde sympfonie van Brahms tijdens het concert dirigeren. Daarnaast geeft de film impressies van repetities van de andere werken die op het concert gespeeld zijn.